# Nandankanan Zoological Park
Koordinaten: 20° 23′ 44,8″ N, 85° 49′ 33,3″ O
Der Nandankanan Zoological Park ist ein Zoo in der Stadt Bhubaneswar im indischen Bundesstaat Odisha. Er umfasst eine Gesamtfläche von ca. 362 Hektar und enthält neben den Anlagen für Tiere auch ausgedehnte botanische Bereiche. Der Tierpark ist Mitglied der World Association of Zoos and Aquariums (WAZA) sowie der South Asian Zoo Association for Regional Cooperation (SAZARC).

## Geschichte
Bei der Agrarmesse in Delhi 1960 sollte auch der Bundesstaat Odisha mit einem Pavillon vertreten sein. Einige Forstbeamte schlugen vor, dort auch seltene Tiere und Orchideen auszustellen, die für Odisha typisch sind. Da die Beschaffung von Wildtieren und ihr Transport nach Delhi sehr aufwendig und teuer sein würde, sollten in erster Linie kleine Tiere beschafft werden. Die Idee fiel bei den Entscheidungsträgern auf eine positive Resonanz und es wurde beschlossen, einen Mini-Zoo auf die Messe zu entsenden. Der Tierbestand wurde hauptsächlich von Personen gestellt, die bereits im Besitz von Wildtieren waren und diese für die Ausstellung zur Verfügung stellten. Für die anschließende Unterbringung der Tiere ergaben sich langfristige Diskussionen. Die staatliche Finanzbehörde äußerte Einwände gegen die Idee, einen Zoo in Odisha zu gründen, da keine Mittel zur Einrichtung und Wartung bereitgestellt werden konnten. Mit Hilfe privater Sponsoren konnten die Tiere zunächst in dem südwestlich von Bhubaneswar gelegenen Ort Khandagiri untergebracht werden.
Unter Beteiligung des Forstministers, des Finanzsekretärs, des für Forsten zuständigen Chefkonservators und weiterer Personen wurde die Einrichtung eines Zoo in Odisha erneut diskutiert. Mehrere Standorte für einen Zoo wurden vorgeschlagen und besichtigt, die sich jedoch beispielsweise aufgrund fehlender Wasserversorgung als schwierig erwiesen. Gewählt wurde schließlich ein Gelände in der Nähe des Kanjia Sees, wodurch die Wasserversorgung sichergestellt werden konnte.
Am 29. Dezember 1960 eröffnete Sri S.K. Patil, der damalige Minister für Ernährung und Landwirtschaft den Tierpark, der Nandankanan Biological Park genannt wurde. Ein Botanischer Garten wurde 1963 hinzugefügt. Anfang der 1980er Jahre wurde das Areal in Nandankanan Zoological Park umbenannt. Der Begriff  Nandankanan (Hindi: नंदन कानन) entstammt der Hindi-Sprache und hat die Bedeutung „Himmlicher Garten“.

## Anlagenkonzept
Der Nandankanan Zoological Park ist in mehrere Bereiche unterteilt. Die Hauptattraktionen sind: Tiger-Safari, Löwen-Safari, Bären-Safari, Pflanzenfresser-Safari sowie eine große Vogel-Freiflughalle und ein Nachttierhaus. Für Leoparden wurde eine spezielle, mit tiefen trockenen Gräben umgebene Anlage gebaut, die nach oben offen ist und mit natürlicher Vegetation ausgestattet ist. Mit zwei großen Banyan-Feigenbäumen, weiteren hohen Bäumen sowie Büschen, Plattformen, Steinhöhlen, Holzstämmen und Wasserstellen wurde für die Tiere eine Umgebung geschaffen, die ihrem natürlichen Lebensraum nahe kommt.
Direkt an die Tieranlagen schließt sich ein Botanischer Garten an, der seit 2006 gemeinsam mit dem Zoo verwaltet wird und der ebenfalls in viele Bereiche unterteilt ist, dazu  zählen: diverse Gewächshäuser, ein Kakteen- sowie ein Orchideenhaus, ein Rosarium, ein Hibiskus- und ein Palmengarten sowie ein Garten für medizinische Pflanzen und ein Arboretum.

## Tierbestand
Im Zoo wurden Anfang 2022 insgesamt 4012 Tiere in 161 Arten gezählt. Diese sind in 48 Säugetierarten, 77 Vogelarten, 30 Reptilienarten sowie 6 Amphibienarten untergliedert. Die Anzahl der Individuen und der Arten unterliegt jährlichen Schwankungen, was u. a. auf Tieraustauschprogramme zum Erhalt der genetischen Vielfalt zurückzuführen ist. Eine Vielzahl meist kleinerer Tiere lebt außerdem im Aquarium sowie im Schmetterlingshaus. Die Zucht gefährdeter Tierarten ist ein besonderes Anliegen des Zoos. Im Jahresbericht 2021/2022 wurden 273 Tiergeburten verzeichnet, darunter 151 Säugetiere, 108 Vögel und 14 Reptilien. Für die Behandlung kranker Tiere steht ein Tierkrankenhaus zur Verfügung, in dem im vorgenannten Zeitraum fast 13.000 Behandlungen durchgeführt wurden, darunter nahezu 9000 Entwurmungskuren.
Ein Schwerpunkt im Zoo ist die Haltung und Zucht von Großkatzen, wobei er eine maßgebliche Rolle bei der Zucht weißer Tiger einnimmt. Aufgrund einer Mutation des Aguti-Locus wurden im Zoo erstmals weiße Tiger mit vergrößerten schwarzen Bereichen in der Fellzeichnung geboren.

## Galerie
Die nachfolgende Bildauswahl zeigt einige Tiere aus dem Bestand des Nandankanan Zoological Parks:

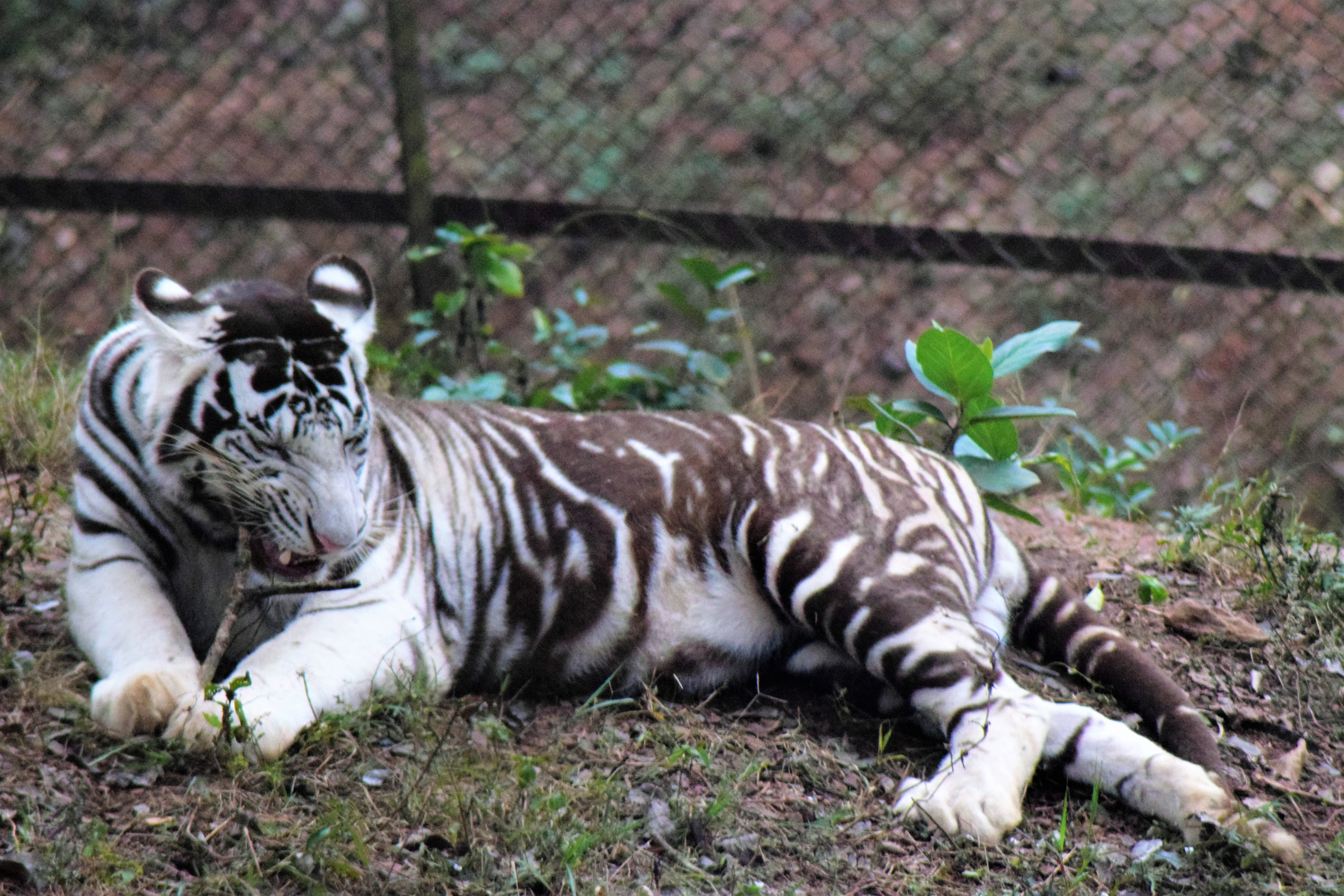
Weißer Tiger mit ausgedehnter schwarzer Fellzeichnung
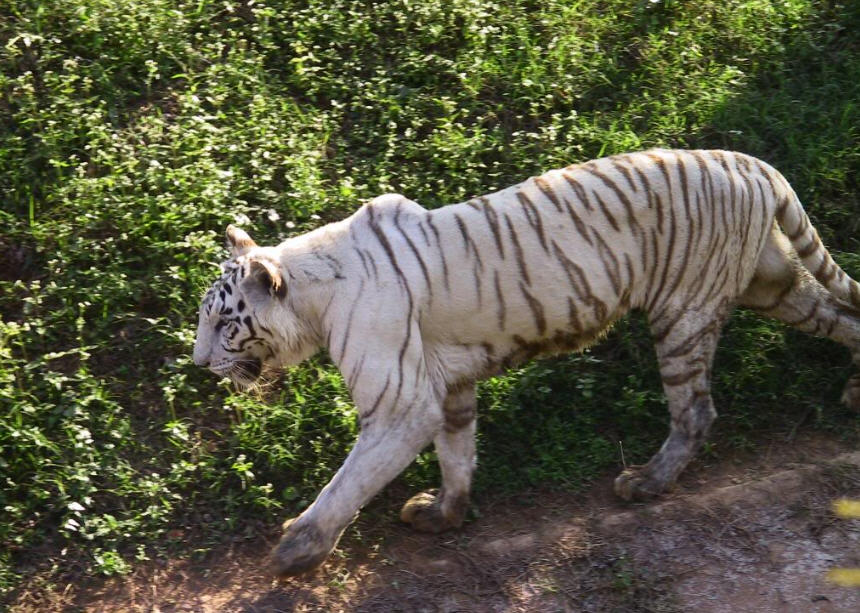
Weißer Tiger
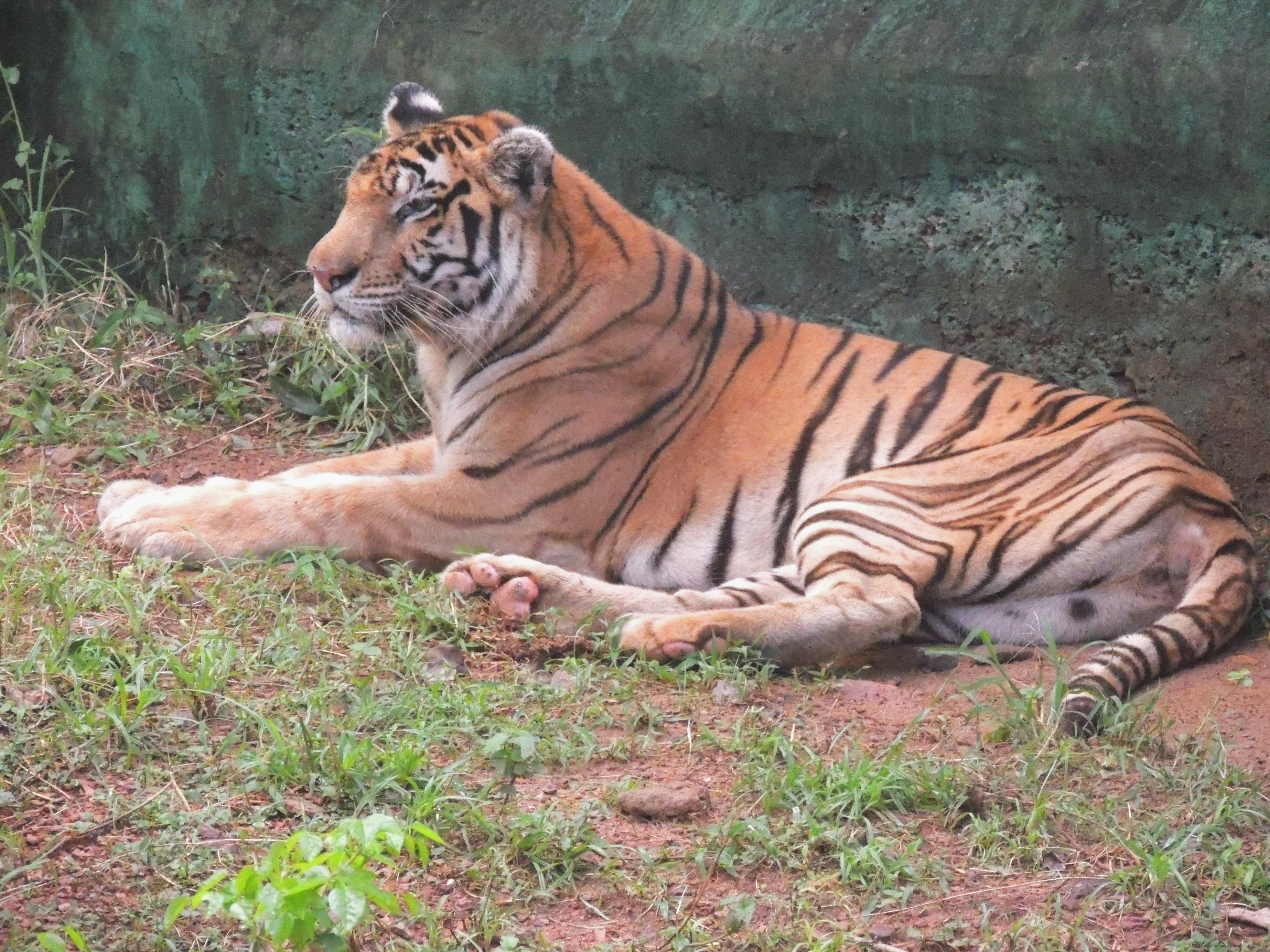
Königstiger
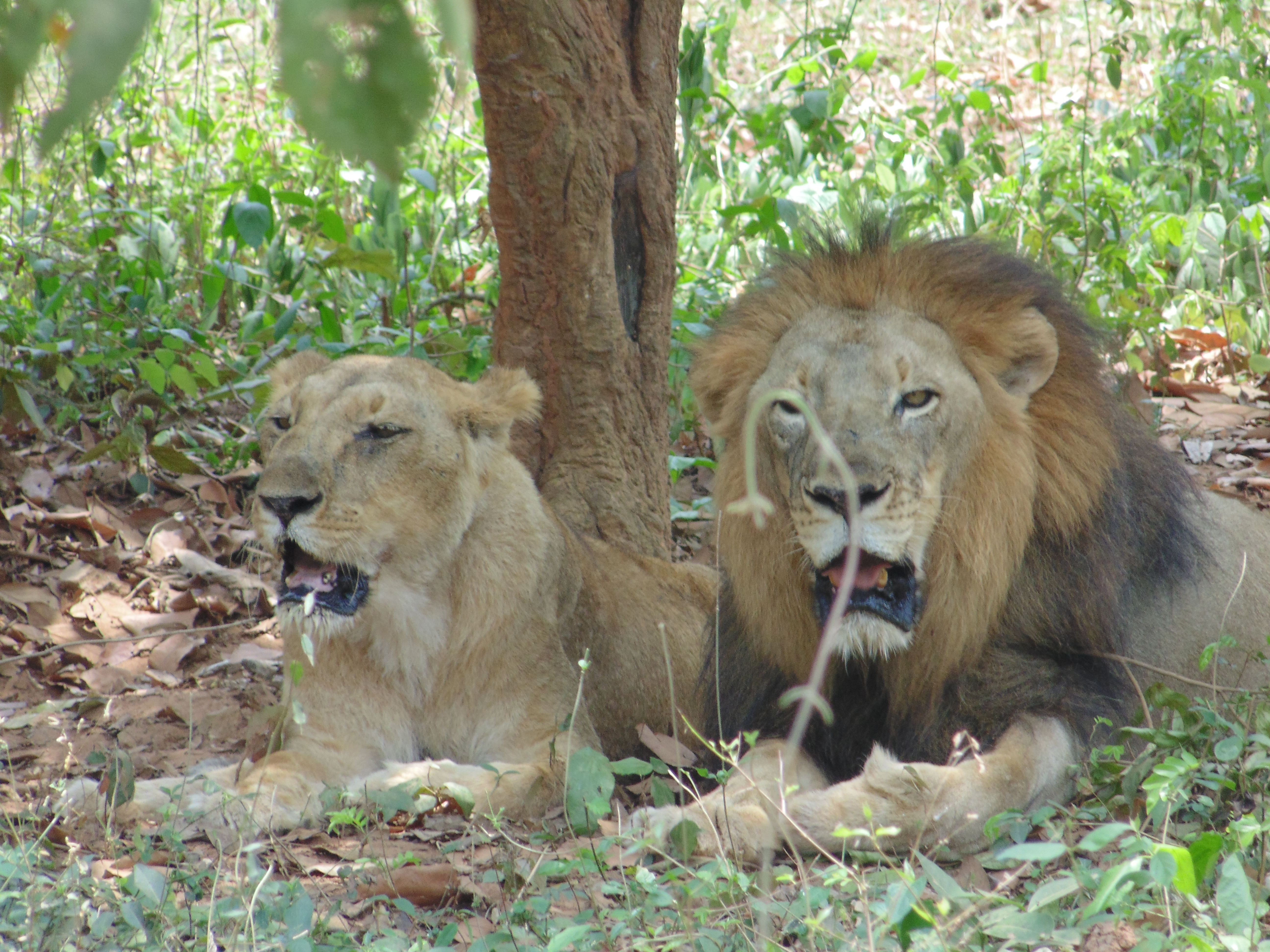
Löwenpärchen
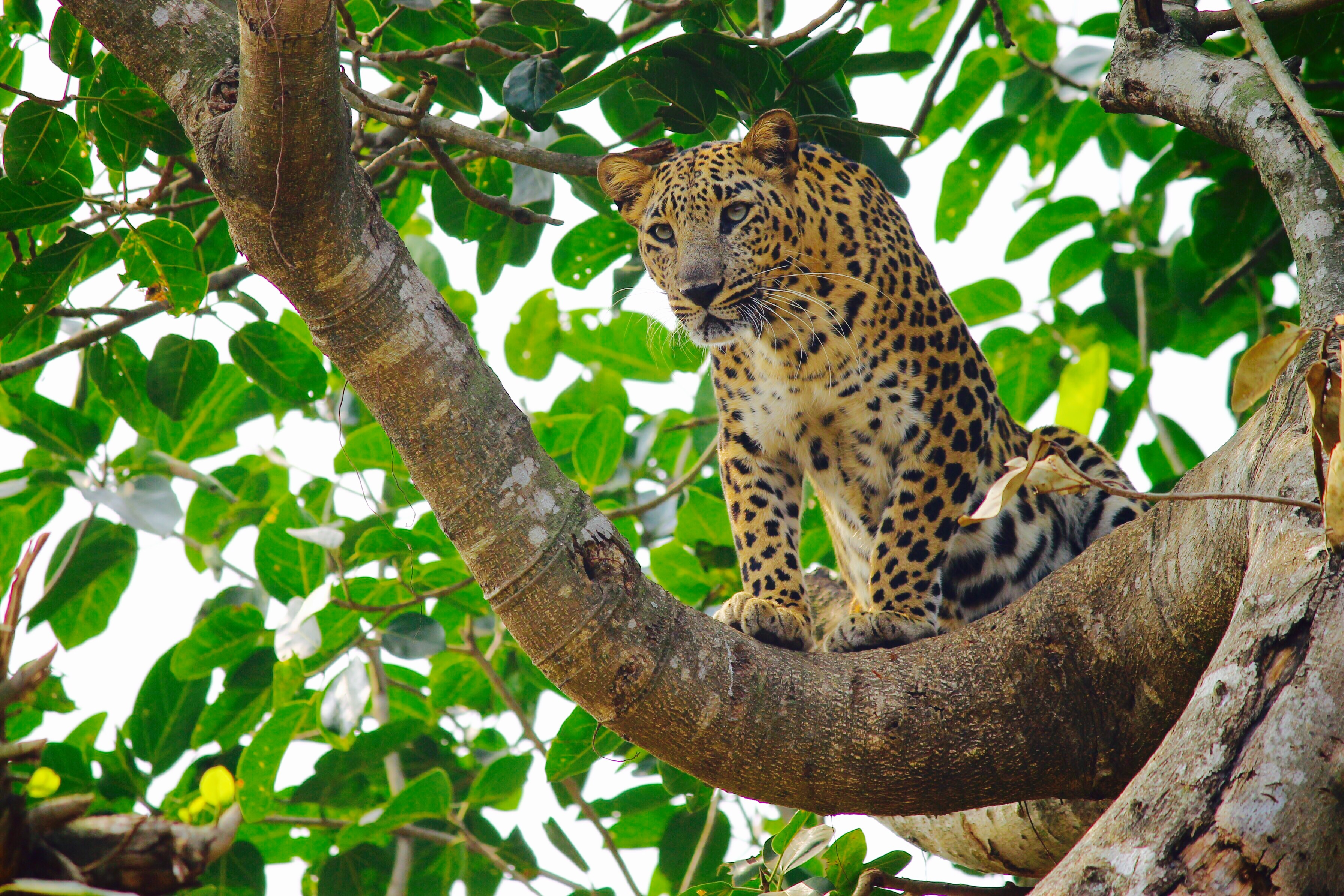
Leopard
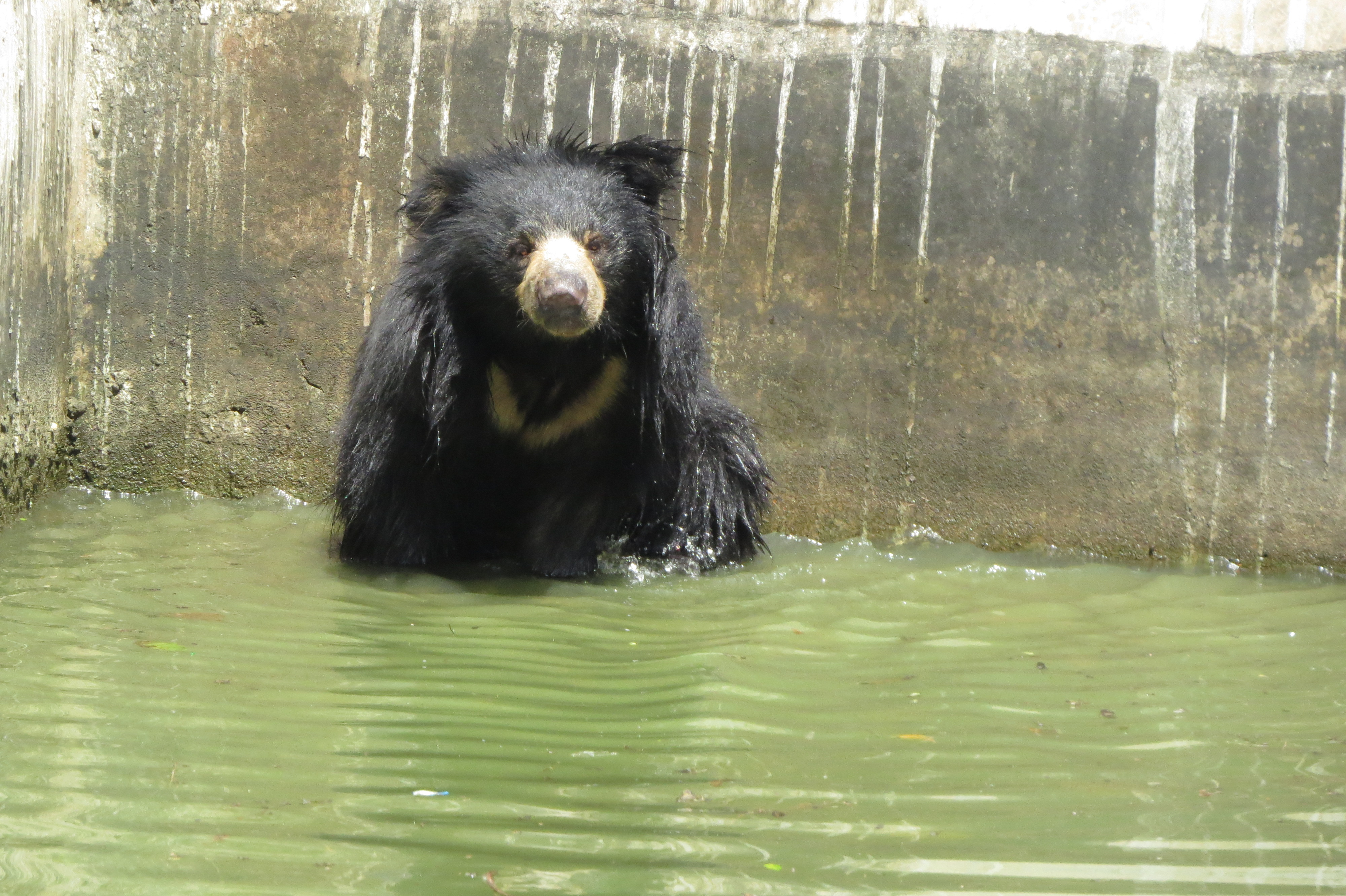
Lippenbär
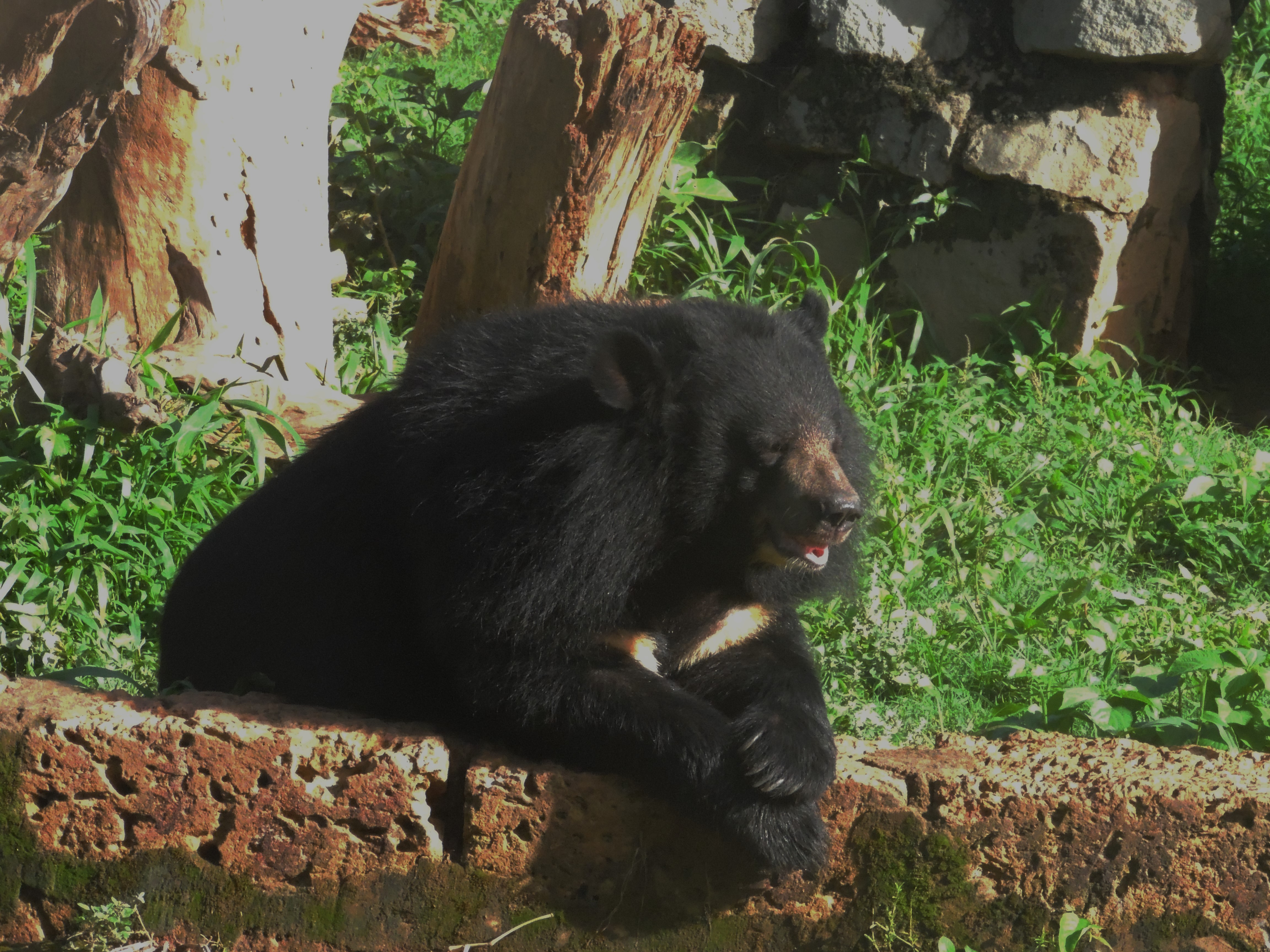
Kragenbär
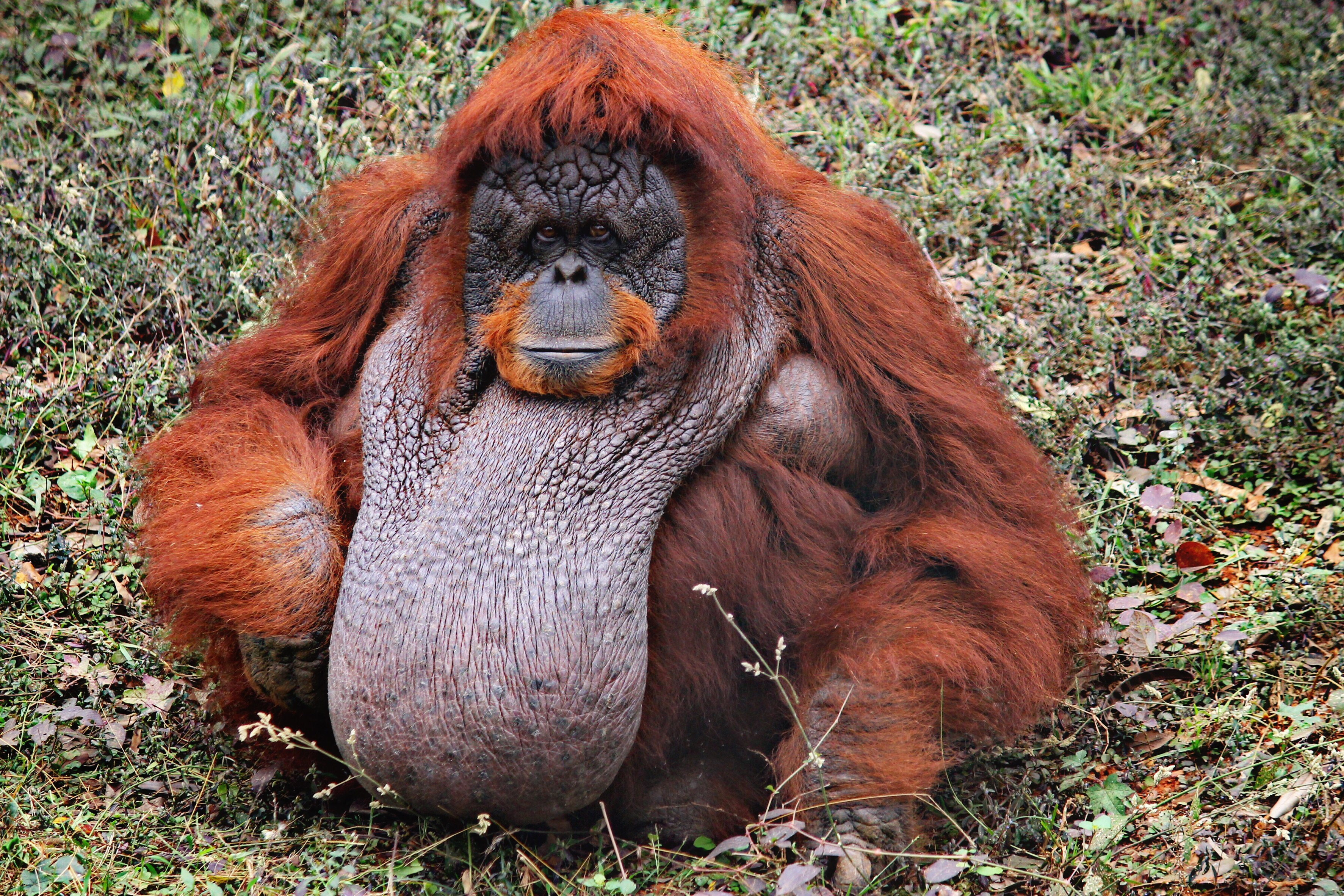
Borneo-Orang-Utan
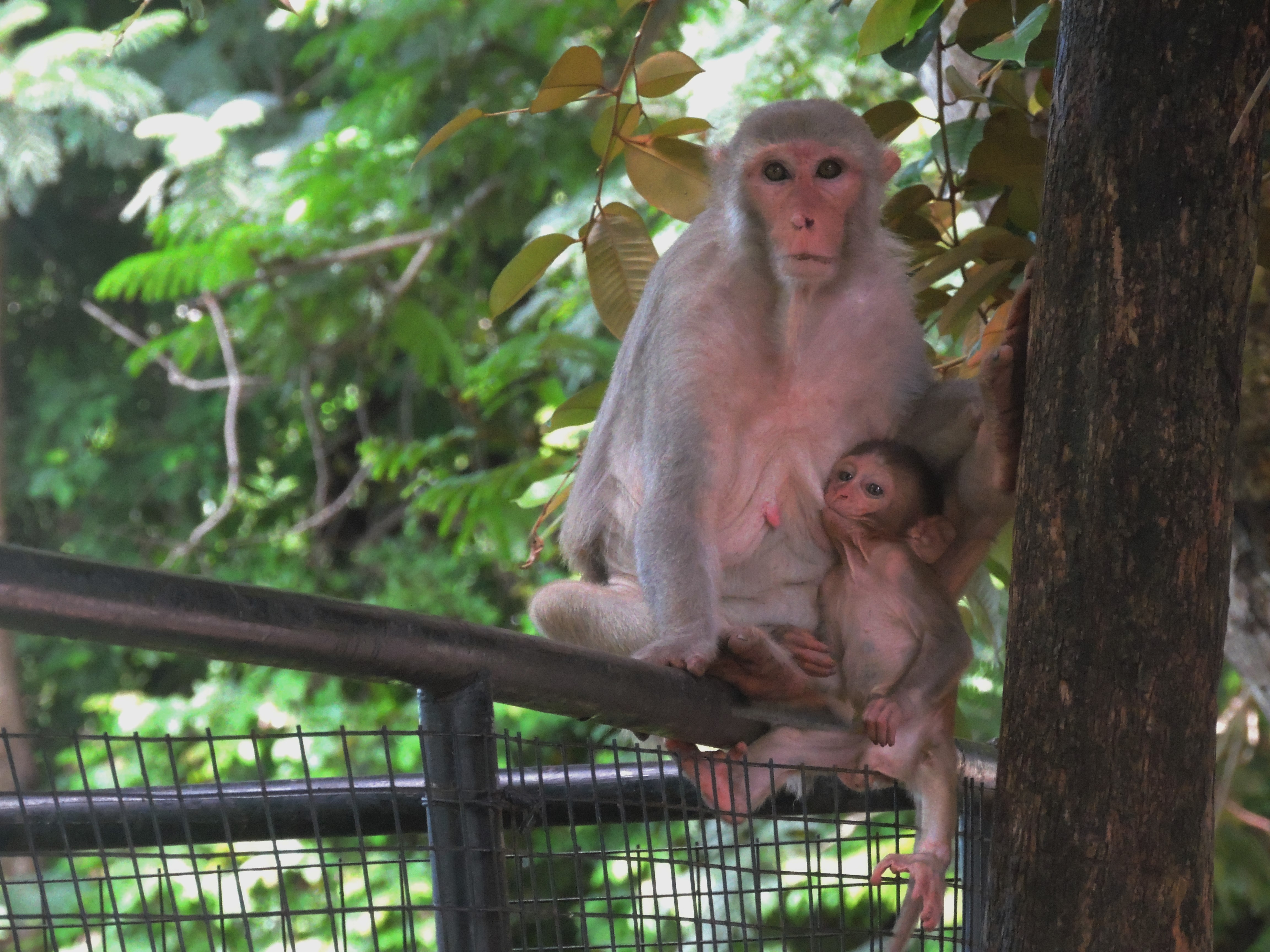
Rhesusaffe mit Jungtier
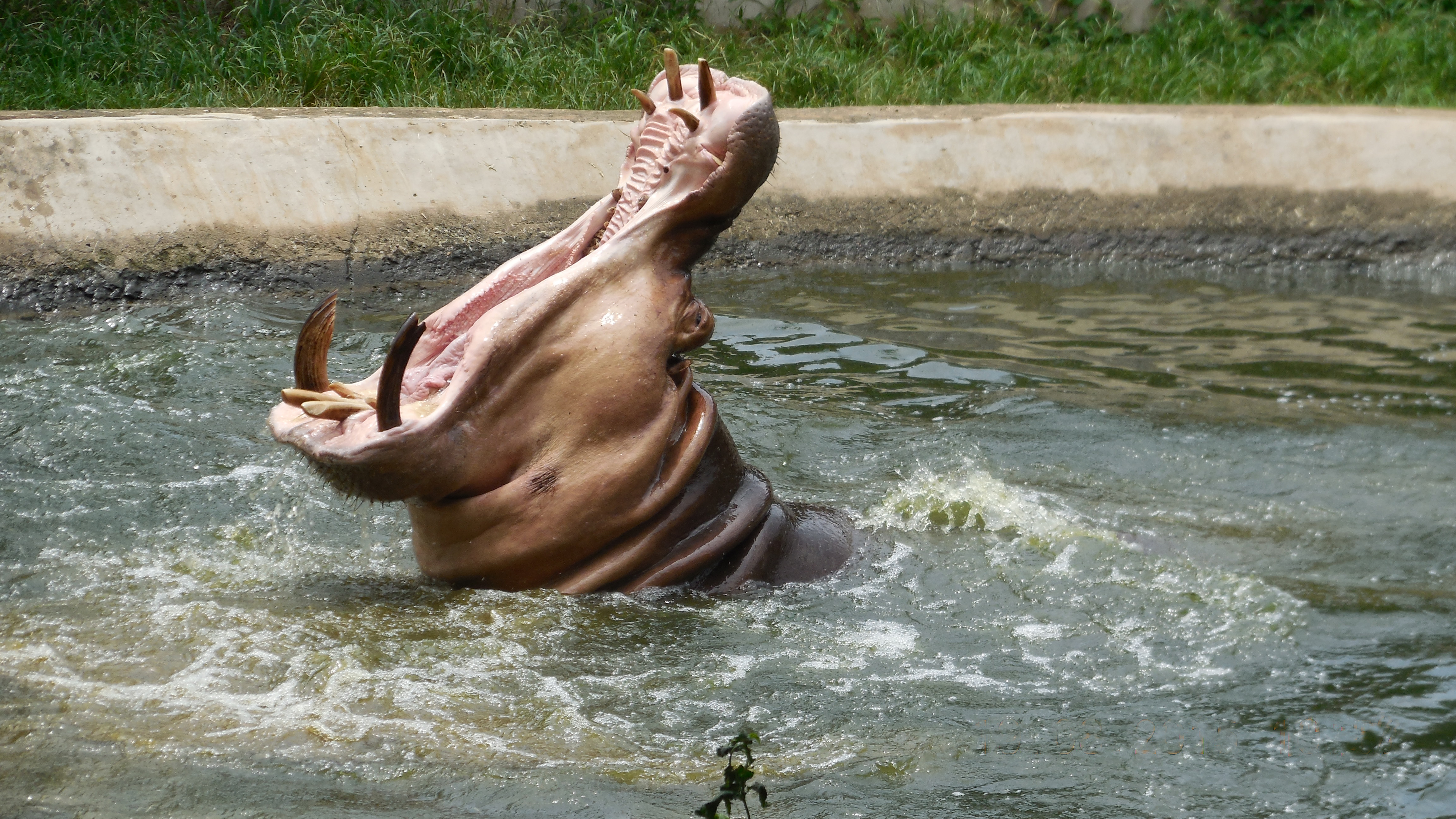
Flusspferd